# 鳴子テレビ・FM中継局
鳴子テレビ・FM中継局（なるこテレビ・エフエムちゅうけいきょく）は、宮城県大崎市の旧鳴子町地域に置かれているテレビとFMラジオの中継局である。

## 中継局概要

### デジタル放送
地上デジタルテレビ中継局
| リモコンキーID | 放送局名          | 物理チャンネル | 空中線電力 | ERP  | 放送対象地域 | 放送区域内世帯数 |
| 1              | tbc東北放送       | 27ch           | 1W         | 3.5W | 宮城県       | 約2100世帯       |
| 2              | NHK仙台教育テレビ | 23ch           | 1W         | 3.5W | 全国         | 約2100世帯       |
| 3              | NHK仙台総合テレビ | 25ch           | 1W         | 3.5W | 宮城県       | 約2100世帯       |
| 4              | MMT宮城テレビ放送 | 41ch           | 1W         | 3.5W | 宮城県       | 約2100世帯       |
| 5              | khb東日本放送     | 43ch           | 1W         | 3.5W | 宮城県       | 約2100世帯       |
| 8              | OX仙台放送        | 29ch           | 1W         | 3.5W | 宮城県       | 約2100世帯       |

- 2008年8月26日に予備免許交付、10月1日から11月6日まで試験放送実施、11月6日に本免許交付、11月7日から本放送開始。
- 鳴子・村田の両デジタル中継局に予備免許交付 (PDF)  - 総務省東北総合通信局（2008年8月26日プレスリリース）
- NHK教育テレビのみ、デジタルリモコンキーIDにアナログ送信チャンネル番号を引き継いだ。

### アナログ放送
- 2012年3月31日に運用終了・全局廃止。

| 放送局名          | テレビチャンネル | 空中線電力        | ERP                                  | 放送対象地域 |
| NHK仙台教育テレビ | 2ch              | 映像2W /音声500mW | 映像2W /音声500mW (空中線電力と同じ) | 全国         |
| NHK仙台総合テレビ | 4ch              | 映像2W /音声500mW | 映像1.95W /音声490mW                 | 宮城県       |
| TBC東北放送       | 9ch              | 映像2W /音声500mW | 映像2W /音声510mW                    | 宮城県       |
| OX仙台放送        | 11ch             | 映像2W /音声500mW | 映像2W /音声490mW                    | 宮城県       |
| MMT宮城テレビ放送 | 37ch             | 映像10W /音声2.5W | 映像49W /音声12.5W                   | 宮城県       |
| KHB東日本放送     | 39ch             | 映像10W /音声2.5W | 映像50W /音声12.5W                   | 宮城県       |

- MMTは、1971年10月1日に開局[1]。

## FMラジオ中継局
| 放送局名                    | ラジオ周波数 | 空中線電力 | ERP      | 放送対象地域 | 放送区域内世帯数 |
| FMSエフエム仙台 （Date fm） | 84.1MHz      | 音声10W    | 音声7.9W | 宮城県       | 約-世帯          |
| NHK仙台FM放送               | 85.2MHz      | 音声10W    | 音声8.3W | 宮城県       | 約-世帯          |

## 所在地
- 大崎市鳴子温泉字岩淵（岩淵山。北緯38度45分5.9秒 東経140度42分36.2秒）

## 放送エリア・その他
- 大崎市の旧鳴子町地区の中心部をカバーしている。
- AMラジオ中継局については鳴子ラジオ中継局の項を参照。